# Campeonato Russo de Futebol de 1996 - Terceira Divisão
O Campeonato Russo de Futebol - Terceira Divisão de 1996 foi o quinto torneio desta competição. Participaram sessenta e duas equipes. O nome do campeonato era "Segunda Liga" (Vtórai Liga), dado que a primeira divisão era a "Liga Suprema" (Vysshaia Liga) e a segunda divisão era a "Primeira Liga" (Perváia Liga). O campeonato era dividido em três torneios independentes - Zona Leste, Oeste e Central, sendo 22 na Oeste, 22 na Central e 16 na Leste. 

## Participantes da Zona Oeste
| Equipe                           | Cidade        | Região                  | No ano anterior                                                                                     | Estádio                  | Capacidade | Títulos          | Participações |
| -------------------------------- | ------------- | ----------------------- | --------------------------------------------------------------------------------------------------- | ------------------------ | ---------- | ---------------- | ------------- |
| FC Metallurg Lipetsk             | Lipetsk       | Oblast de Lipetsk       | Nono Lugar                                                                                          | Estádio Metallurg        | 14.000     | 0 (não possui)   | 3             |
| FC Torpedo Taganrog              | Taganrog      | Oblast de Rostov        | Terceiro Lugar                                                                                      | Estádio Torpedo          | --         | 0 (não possui)   | 4             |
| FC Dinamo Vologda                | Vologda       | Oblast de Vologda       | Décimo Sexto Lugar                                                                                  | Estádio Dínamo           | 10.000     | 0 (não possui)   | 3             |
| FC Anji Makhachkala              | Mahackala     | Daguestão               | Sétimo Lugar                                                                                        | Estádio Dínamo           | 15.200     | 1 (1993 Zona 01) | 5             |
| FC Kavkazkabel Prokhladny        | Prokhladny    | Cabárdia-Balcária       | Décimo Quarto Lugar                                                                                 | --                       | --         | 0 (não possui)   | 5             |
| FC Iriston Vladikavkaz           | Vladikavkaz   | Ossétia do Norte-Alânia | Décimo Segundo Lugar                                                                                | Estádio SOK Tedeyev      | 3.000      | 0 (não possui)   | 5             |
| FC Avtodor Vladikavkaz           | Vladikavkaz   | Ossétia do Norte-Alânia | Décimo Terceiro Lugar                                                                               | Estádio SOK Tedeyev      | 3.000      | 1 (1992 Zona 02) | 4             |
| FC Avtozapchast Baksan           | Baksan        | Cabárdia-Balcária       | Campeão da Zona 01 do Campeonato Russo de Futebol de 1994 - Quarta Divisão Trietia Liga             | Estádio Yunost           | 2.900      | 0 (não possui)   | 2             |
| FC Energiya Pyatigorsk           | Pyatigorsk    | Krai de Stavropol       | Décimo Primeiro Lugar                                                                               | Estádio Central          | 10.630     | 0 (não possui)   | 4             |
| FC Gatchina                      | Gatchina      | Oblast de Leningrado]   | Décimo Quinto Lugar                                                                                 | --                       | --         | 0 (não possui)   | 4             |
| FC SKVO Rostov do Don            | Rostov do Don | Oblast de Rostov        | Décimo Sétimo Lugar                                                                                 | Estádio SKA SKVO         | 27.300     | 0 (não possui)   | 4             |
| FC Moskovsky-Selyatino Selyatino | Naro-Fominsky | Oblast de Moscovo       | Quarto Lugar da Zona 03 do Campeonato Russo de Futebol de 1995 - Quarta Divisão Trietia Liga        | --                       | --         | 0 (não possui)   | 2             |
| FC Angust Nasran                 | Nazran        | Inguchétia              | Vice Campeão da Zona 01 do pelo Campeonato Russo de Futebol de 1995 - Quarta Divisão Trietia Liga   | Estádio Rashid Aushev    | 3.500      | 0 (não possui)   | 1             |
| FC Lokomotiv Liski               | Liskinsky     | Oblast de Voronej       | Vice Campeão da Zona 02 do pelo Campeonato Russo de Futebol de 1995 - Quarta Divisão Trietia Liga   | Estádio Lokomotiv        | 10.000     | 0 (não possui)   | 1             |
| FC Atommash Volgodonsk           | Volgodonsk    | Oblast de Rostov        | Terceiro Lugar da Zona 02 do pelo Campeonato Russo de Futebol de 1995 - Quarta Divisão Trietia Liga | Estádio Trud             | 6.000      | 0 (não possui)   | 2             |
| FC Avangard Kursk                | Kursk         | Oblast de Kursk         | Campeão da Zona 02 do pelo Campeonato Russo de Futebol de 1995 - Quarta Divisão Trietia Liga        | Estádio Trudovye Rezervy | 11.329     | 0 (não possui)   | 3             |
| FC Torpedo Armavir               | Armavir       | Krai de Krasnodar       | Quarto Lugar da Zona 01 do pelo Campeonato Russo de Futebol de 1995 - Quarta Divisão Trietia Liga   | Estádio Yunost           | 3.400      | 0 (não possui)   | 3             |
| FC Olimp Kislovodsk              | Kislovodsk    | Krai de Stavropol       | Campeão da Zona 01 do pelo Campeonato Russo de Futebol de 1995 - Quarta Divisão Trietia Liga        | Estádio COP CSK WWS      | --         | 0 (não possui)   | 1             |
| FC Turbostroitel Kaluga          | Kaluga        | Oblast de Kaluga        | Campeão da Zona 04 do pelo Campeonato Russo de Futebol de 1995 - Quarta Divisão Trietia Liga        | ---                      | ---        | 0 (não possui)   | 3             |
| FC Kolos Krasnodar               | Krasnodar     | Krai de Krasnodar       | Rebaixado do Campeonato Russo de Futebol de 1995 - Segunda Divisão                                  | Estádio Kuban            | 32.000     | 0 (não possui)   | 3             |
| FC Dínamo São Petersburgo        | Petrogrado    | São Petersburgo         | Vice Campeão da Zona 04 do pelo Campeonato Russo de Futebol de 1995 - Quarta Divisão Trietia Liga   | Estádio Petrovsky        | 21.570     | 0 (não possui)   | 2             |
| FC Volgar Astracã                | Astracã       | Oblast de Astracã       | Sétimo Lugar (Zona Central)                                                                         | Estádio Central          | 21.500     | 0 (não possui)   | 4             |

## Participantes da Zona Central
| Equipe                       | Cidade        | Região                   | No ano anterior                                                                                | Estádio                  | Capacidade | Títulos        | Participações |
| ---------------------------- | ------------- | ------------------------ | ---------------------------------------------------------------------------------------------- | ------------------------ | ---------- | -------------- | ------------- |
| FC Tekstilshchik Ivanovo     | Ivanovo       | Oblast de Ivanovo        | Quinto Lugar                                                                                   | Estádio Tekstilshchik    | 9.565      | 0 (não possui) | 3             |
| FC Rubin Kazan               | Cazã          | Tartaristão              | Décimo Sétimo Lugar                                                                            | Estádio Central de Cazã  | 28.500     | 0 (não possui) | 3             |
| FC Lada Dimitrovgrad         | Dimitrovgrad  | Oblast de Ulianovsk      | Terceiro Lugar                                                                                 | Estádio Torpedo          | 5.000      | 0 (não possui) | 3             |
| FC Svetotekhnika Saransk     | Saransk       | Mordóvia                 | Oitavo Lugar                                                                                   | Estádio Start            | 11.581     | 0 (não possui) | 3             |
| FC Spartak Riazan            | Riazan        | Oblast de Riazan         | Nono Lugar                                                                                     | Estádio CSK              | 25.000     | 0 (não possui) | 3             |
| FC UralAZ Miass              | Miass         | Oblast de Cheliabinsk    | Décimo Segundo Lugar                                                                           | Estádio Trud             | 3.000      | 0 (não possui) | 3             |
| FK Metallurg Magnitogorsk    | Magnitogorsk  | Oblast de Cheliabinsk    | Décimo Terceiro Lugar                                                                          | Estádio Central          | --         | 0 (não possui) | 3             |
| FC Nosta Novotroitsk         | Novotroitsk   | Oblast de Oremburgo      | Quarto Lugar                                                                                   | Estádio Metallurg        | 10.000     | 0 (não possui) | 5             |
| FC Arsenal Tula              | Tula          | Oblast de Tula           | Sexto Lugar                                                                                    | Estádio Arsenal          | 20.048     | 0 (não possui) | 5             |
| FC Industriya Borovsk        | Borovsky      | Oblast de Kaluga         | Décimo Primeiro Lugar                                                                          | ---                      | ---        | 0 (não possui) | 4             |
| FC Spartak Shchyolkovo       | Shchyolkovsky | Oblast de Moscovo        | Décimo Lugar (Zona Oeste)                                                                      | Estádio Spartak          | 500        | 0 (não possui) | 3             |
| FC Torpedo Pavlovo           | Pavlovsky     | Oblast de Níjni Novgorod | Décimo Oitavo Lugar                                                                            | Estádio Torpedo          | 6.000      | 0 (não possui) | 4             |
| FC Sibir Kurgan              | Kurgan        | Oblast de Kurgan         | Décimo Quarto Lugar                                                                            | Estádio Central          | 8.000      | 0 (não possui) | 4             |
| FC Zenit Ijevsk              | Ijevsk        | Udmúrtia                 | Décimo Quarto Lugar                                                                            | Estádio Torpedo          | 19.200     | 0 (não possui) | 2             |
| FC Energiya Tchaikovsky      | Tchaikovsky   | Oblast de Perm           | Campeão da Zona 06 do Campeonato Russo de Futebol de 1995 - Quarta Divisão Trietia Liga        | Estádio Energiya         | ---        | 0 (não possui) | 3             |
| FC CSK VVS-Kristall Smolensk | Smolensk      | Oblast de Smolensk       | Sexto Lugar (Zona Oeste)                                                                       | Estádio Spartak          | 12.500     | 0 (não possui) | 3             |
| FC Amkar Perm                | Perm          | Oblast de Perm           | Vice Campeão da Zona 06 do Campeonato Russo de Futebol de 1995 - Quarta Divisão Trietia Liga   | Estádio Zvezda           | 19.500     | 0 (não possui) | 1             |
| FC Don Novomoskovsk          | Novomoskovsky | Oblast de Tula           | Campeão da Zona 03 do Campeonato Russo de Futebol de 1995 - Quarta Divisão Trietia Liga        | Estádio Khimik           | 5.200      | 0 (não possui) | 2             |
| FC Zavodchanin Saratov       | Saratov       | Oblast de Saratov        | Vice Campeão da Zona 05 do Campeonato Russo de Futebol de 1995 - Quarta Divisão Trietia Liga   | Estádio Volga            | 15.000     | 0 (não possui) | 1             |
| FC Kosmos Dolgoprudny        | Dolgoprudny   | Oblast de Moscovo        | Terceiro Lugar da Zona 03 do Campeonato Russo de Futebol de 1995 - Quarta Divisão Trietia Liga | ---                      | ---        | 0 (não possui) | 1             |
| FC Zenit Penza               | Penza         | Oblast de Penza          | Campeão da Zona 05 do Campeonato Russo de Futebol de 1995 - Quarta Divisão Trietia Liga        | Estádio Primeiro de Maio | 5.000      | 0 (não possui) | 3             |
| Asmaral Moscovo              | Presnensky    | Moscovo                  | Rebaixado do Campeonato Russo de Futebol de 1995 - Segunda Divisão                             | Estádio Salyut           | 12.000     | 0 (não possui) | 1             |

## Participantes da Zona Leste
| Equipe                           | Cidade          | Região              | No ano anterior                                                    | Estádio                     | Capacidade | Títulos          | Participações |
| -------------------------------- | --------------- | ------------------- | ------------------------------------------------------------------ | --------------------------- | ---------- | ---------------- | ------------- |
| FC Tom Tomsk                     | Tomsk           | Oblast de Tomsk     | Oitavo Lugar                                                       | Estádio Trud                | 15.000     | 0 (não possui)   | 3             |
| FC KUZBASS Kemerovo              | Kemerovo        | Oblast de Kemerovo  | Terceiro Lugar                                                     | Estádio Shakhtyor           | 4.174      | 0 (não possui)   | 4             |
| FC Dínamo Barnaul                | Barnaul         | Krai de Altai       | Vice Campeão                                                       | Estádio Dínamo              | 16.000     | 0 (não possui)   | 3             |
| FC Irtysh Tobolsk                | Tobolsk         | Oblast de Tiumen    | Sexto Lugar                                                        | Estádio Tobol               | 3.402      | 0 (não possui)   | 3             |
| FC Torpedo Rubtsovsk             | Rubtsovsk       | Krai de Altai       | Décimo Quinto Lugar                                                | Estádio Torpedo             | 6.500      | 0 (não possui)   | 5             |
| FC Metallurg-ZapSib Novokuznetsk | Novokuznetsk    | Oblast de Kemerovo  | Quarto Lugar                                                       | Estádio Metallurg           | 8.500      | 0 (não possui)   | 3             |
| FC Dínamo Omsk                   | Omsk            | Oblast de Omsk      | Décimo Primeiro Lugar                                              | Estádio Dínamo              | 4.000      | 0 (não possui)   | 4             |
| FC Motor Prokopyevsk             | Prokopyevsk     | Oblast de Kemerovo  | Décimo Lugar                                                       | Estádio Shakhtyor           | 8.500      | 0 (não possui)   | 3             |
| FC Samotlor-XXI Nijnevartovsk    | Nijnevartovsk   | Khantia-Mansia      | Décimo Sétimo Lugar                                                | Estádio Central             | ---        | 0 (não possui)   | 3             |
| FC SKA-Energiya Khabarovsk       | Khabarovsk      | Krai de Khabarovsk  | Décimo Quarto Lugar                                                | Estádio Lênin               | 15.200     | 0 (não possui)   | 3             |
| FC Angara Angarsk                | Angarsk         | Oblast de Irkutsk   | Décimo Sexto Lugar                                                 | Estádio Angara              | ---        | 1 (1993 Zona 07) | 5             |
| FC Amur Blagoveshchensk          | Blagoveshchensk | Oblast de Amur      | Quinto Lugar                                                       | Estádio Amur                | 13.500     | 0 (não possui)   | 4             |
| FC Selenga Ulan-Ude              | Ulan-Ude        | Buriácia            | Nono Lugar                                                         | Estádio Central de Buriácia | 10.000     | 0 (não possui)   | 3             |
| FC Viktoriya Nazarovo            | Nazarovo        | Krai de Krasnoyarsk | Décimo Terceiro Lugar                                              | Estádio Shakhtyor           | ---        | 0 (não possui)   | 2             |
| FC Mejdurechensk                 | Mejdurechensk   | Oblast de Kemerovo  | Décimo Oitavo Lugar                                                | Estádio Tomusinets          | 4.000      | 0 (não possui)   | 2             |
| FC Irtysh Omsk                   | Omsk            | Oblast de Omsk      | Rebaixado do Campeonato Russo de Futebol de 1995 - Segunda Divisão | Estádio Estrela Vermelha    | 18.000     | 0 (não possui)   | 1             |

## Regulamento
O campeonato foi disputado no sistema de pontos corridos em turno e returno nos três torneios. Os dois primeiros das Zonas Oeste e Central eram promovidos diretamente para o Campeonato Russo de Futebol de 1997 - Segunda Divisão e apenas um na Zona Leste. Cinco equipes da Zona Oeste, cinco da Central e uma da Leste eram rebaixadas para a quarta divisão.

## Resultados do Campeonato

### Resultados da Zona Oeste
Metallurg de Lipetsk foi o campeão e Anji foi o vice; os dois foram promovidos. 

Volgodonsk, Iriston, Kolos, Olimp e Turbotroistel foram rebaixados para a quarta divisão russa.

### Resultados da Zona Central
Lada foi o campeão e CSK VVS-Kristall foi o vice; os dois foram promovidos.

Zavodchanin, Kosmos, Zenit de Penza, Asmaral e Industriya foram rebaixados para a quarta divisão russa.

### Resultados da Zona Leste
Irtysh foi o campeão e foi promovido à segunda divisão russa.

Motor Prokopyevsk foi rebaixado para a quinta divisão russa.

## Campeão
| Campeão Russo da Terceira Divisão de 1996 - Zona Oeste |
| ------------------------------------------------------ |
| FC Metallurg Lipetsk 1° Título                         |

| Campeão Russo da Terceira Divisão de 1996 - Zona Leste |
| ------------------------------------------------------ |
| FC Irtysh Omsk 1° Título                               |

| Campeão Russo da Terceira Divisão de 1996 - Zona Central |
| -------------------------------------------------------- |
| FC Lada Dimitrovgrad 1° Título                           |